# Vansant
Vansant é uma Região censo-designada localizada no estado norte-americano de Virginia, no Condado de Buchanan.

## Demografia
Segundo o censo norte-americano de 2000, a sua população era de 989 habitantes.

## Geografia
De acordo com o United States Census Bureau tem uma área de
20,3 km², dos quais 20,3 km² cobertos por terra e 0,0 km² cobertos por água. Vansant localiza-se a aproximadamente 416 m acima do nível do mar.

## Localidades na vizinhança
O diagrama seguinte representa as localidades num raio de 28 km ao redor de Vansant.